# パステル (料理)
パステル（ポルトガル語: pastel、パステウとも）とは小麦粉を練って作った薄い生地を小さく切り、具を包んだものを揚げたり、茹でたり、オーブンで焼いたりした料理である。

## ブラジルのパステル

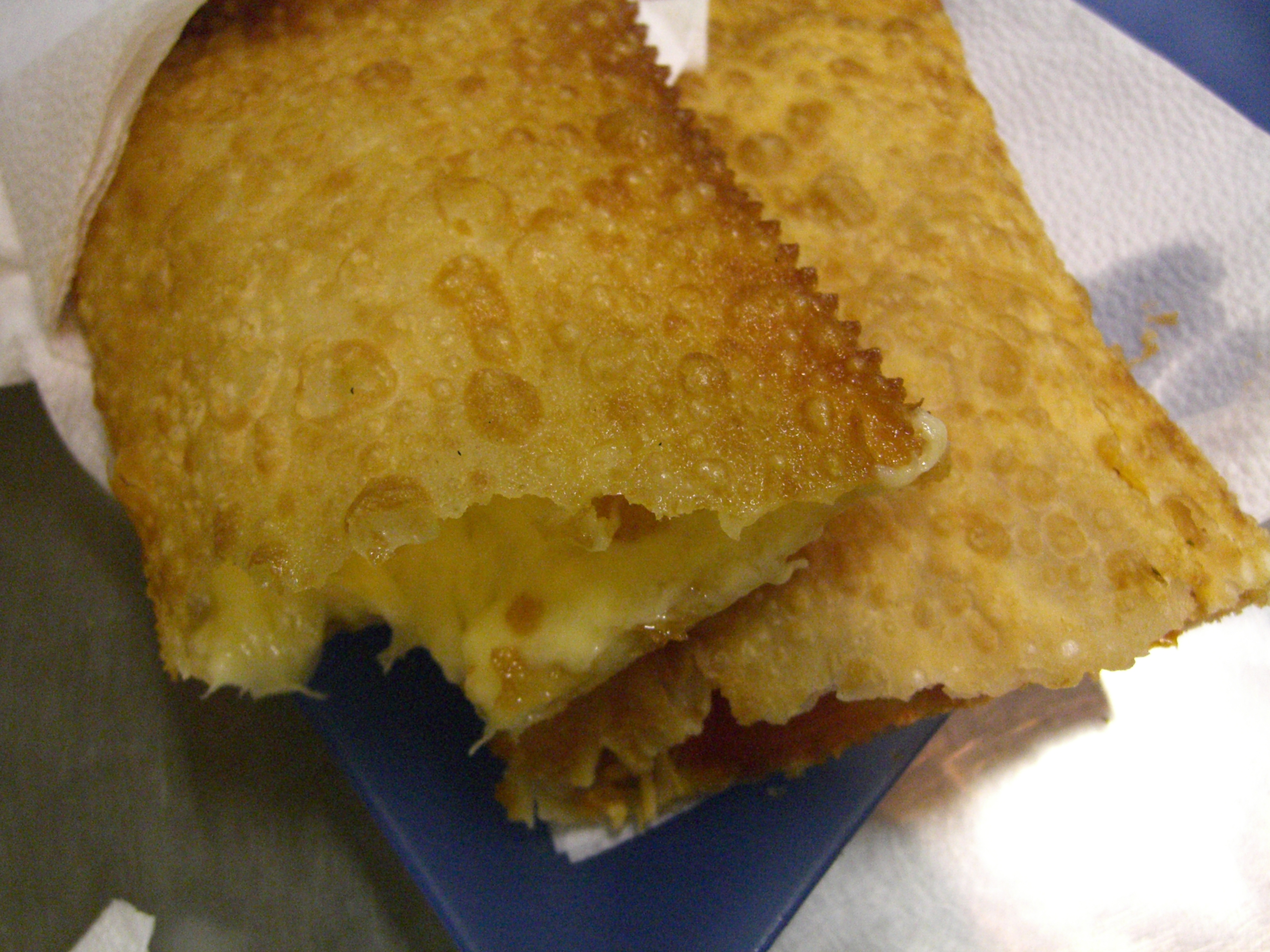
ブラジルのパステウ

### 概要
庶民的な軽食としてブラジル各地で親しまれている。
一般的にはフェイラと呼ばれる路上市の屋台で販売されている。揚げたてのもの、生のもの、生地だけなど様々な形で売られている。また、多くの軽食屋や飲み屋でも提供されている。
その起源には様々な説がある。華僑がブラジルに導入し、日系移民が普及させた春巻きに由来するという説がある他、イタリア料理のカルツォーネ、インド料理のサモサ、17世紀のポルトガルに存在した揚げ物料理に起源を求める説等があるが、スペインのガリシア地方を中心として、イベリア半島に普及している類似の料理エンパナーダがパステルのルーツと考えられる。エンパナーダはラテンアメリカ各国でパステルと同様に具入り揚げパイとして普及しており、ラテンアメリカ各国への普及にはラテンアメリカへの移民が多かったガリシア移民の影響があると考えられている。
パステルと同系料理のエンパナーダは中近東圏からイベリア半島へ伝わったと言われており、サモサのルーツでもあるサンブーサクがそのルーツと考えられている。
大きさは手の平サイズから20センチｘ10センチくらいの大型のものまで様々である。

### 主な具の種類
- Carne（カルネ。牛ひき肉と玉ねぎを炒め合わせたもの）
- Queijo（ケイジョ。チーズ）
- Pizza（ピッツァ。チーズ、トマト、オレガノ）
- Bauru（バウルー。ハム、チーズ、トマト）
- Palmito（パウミット。ヤシの芽）
- Bacalhau（バカリャウ。鱈の塩漬けをほぐしたもの）
- Calabresa（カラブレーザ。ピリ辛ソーセージ）
- Chocolate（ショコラッテ。チョコレートクリーム）
- Banana（バナナ。バナナとシナモン）

## ポルトガルのパステル
- パステル・デ・ナタ（ポルトガル語：pastel de nata）：ポルトガルで人気のある洋菓子。オリジナルレシピはパステウ・デ・ベレンと呼ばれ、リスボンにあるパステイス・デ・ベレン（Pastéis de Belém）の門外不出の秘伝である。2011年、ポルトガル七大料理の一つに選ばれた。
- パステウ・デ・テントゥーガウ（ポルトガル語：pastel de Tentúgal）：ミルフィーユ風の洋菓子。ポルトガル七大料理の最終選考まで残った料理である。
- パステウ・デ・フェイジョン（ポルトガル語：pastel de feijão）：アーモンドと白豆を原材料にした洋菓子。
- パステウ・デ・シャヴェス（ポルトガル語：pastel de Chaves）：ポルトガル北部のシャヴェス市の郷土料理。

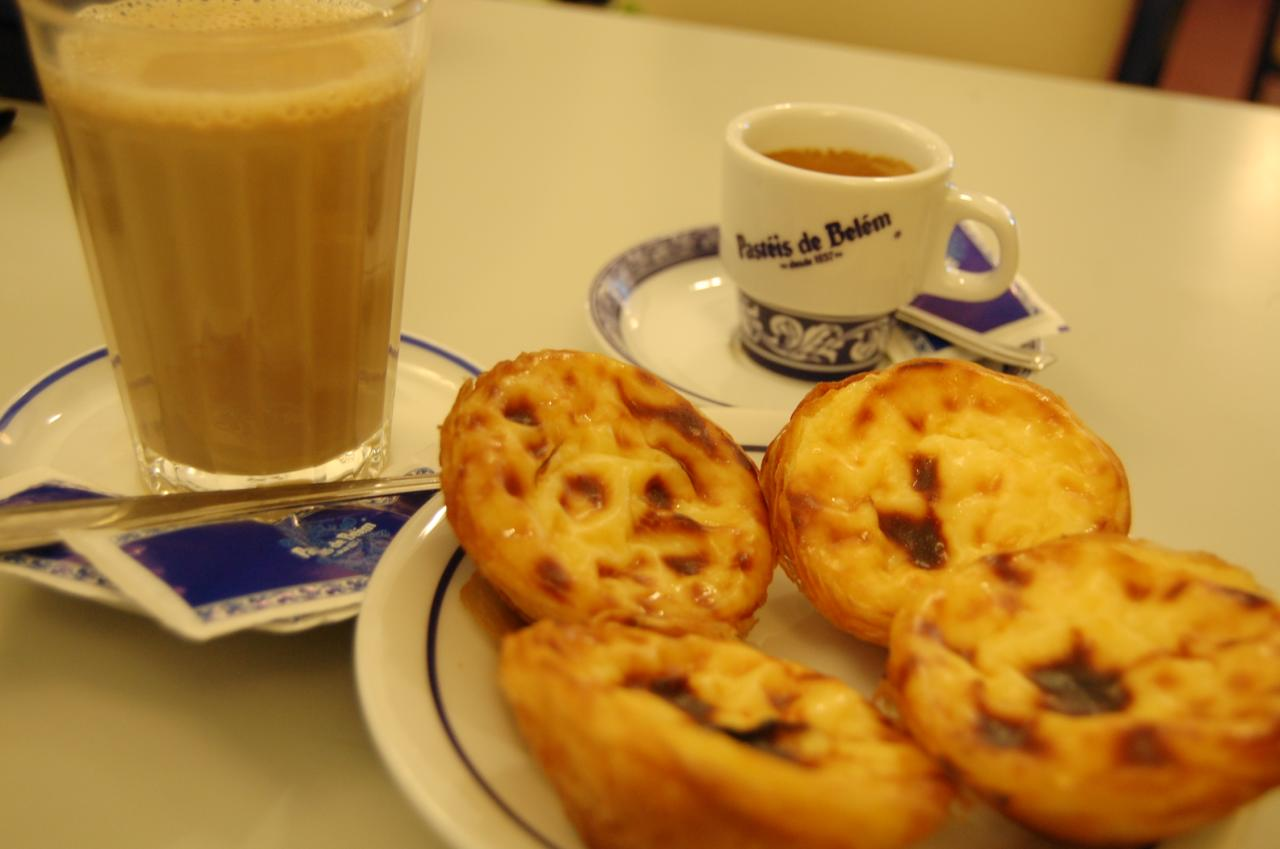
パステウ・デ・ナタ
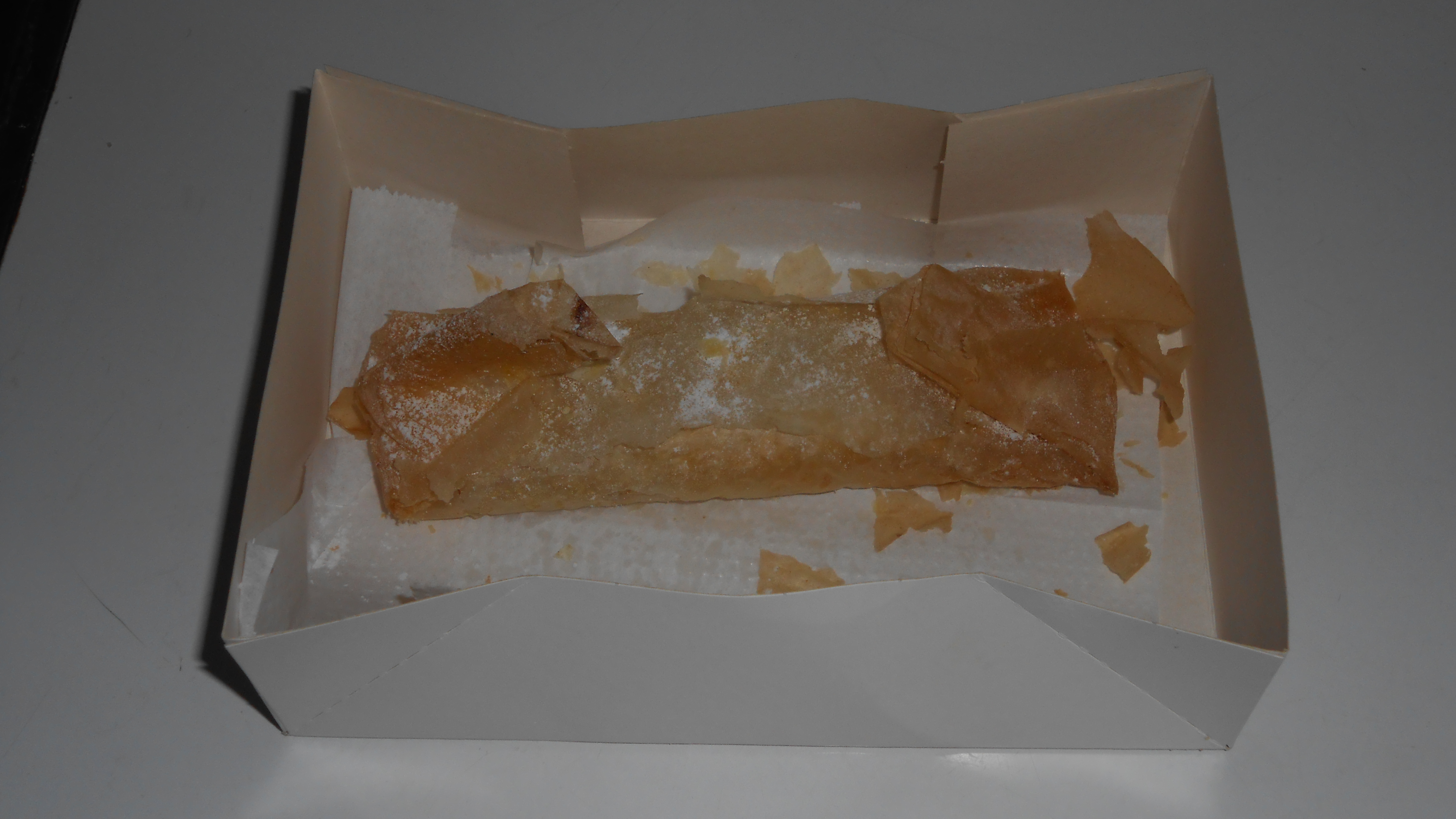
パステウ・デ・テントゥーガウ
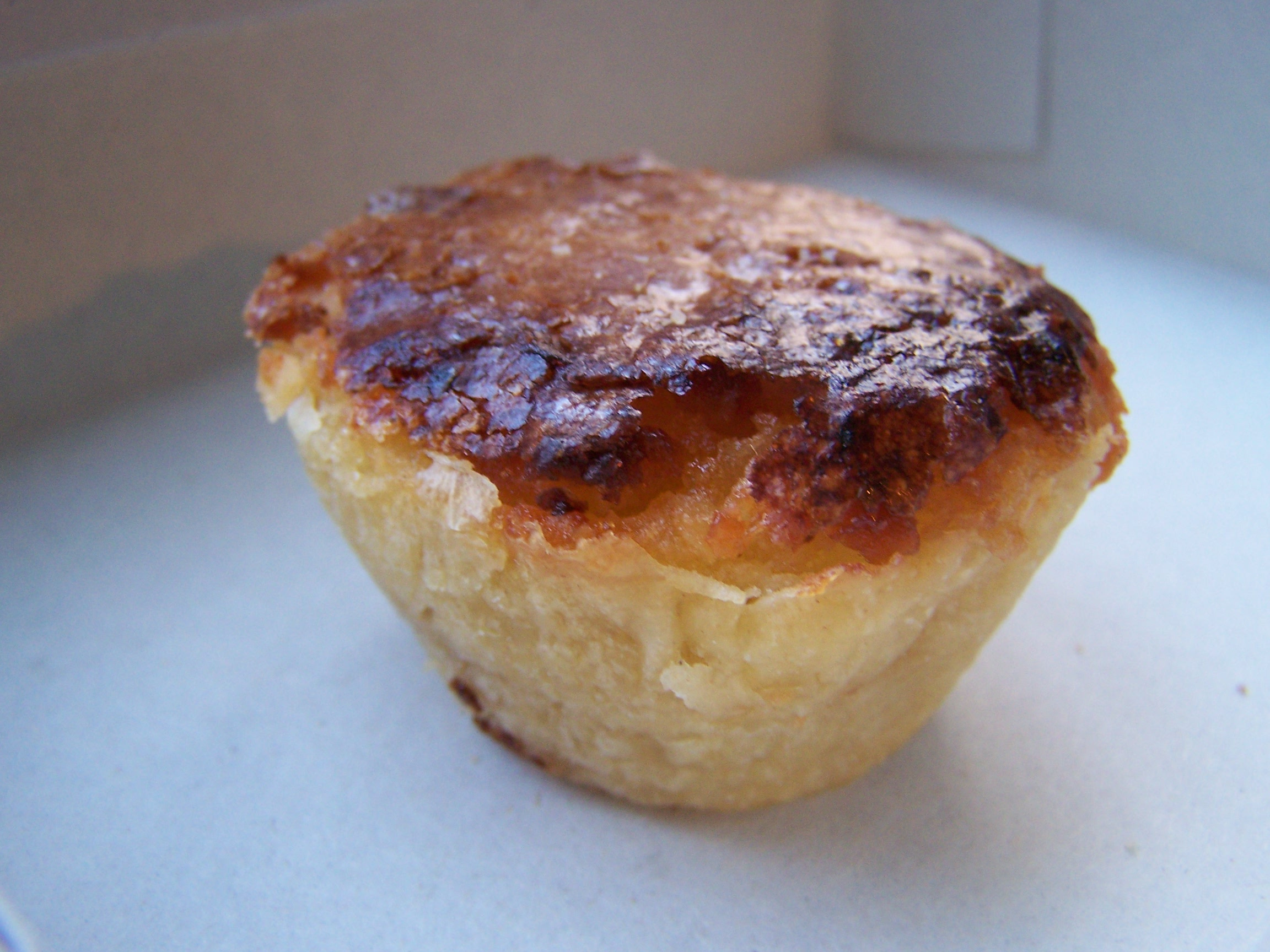
パステウ・デ・フェイジョン
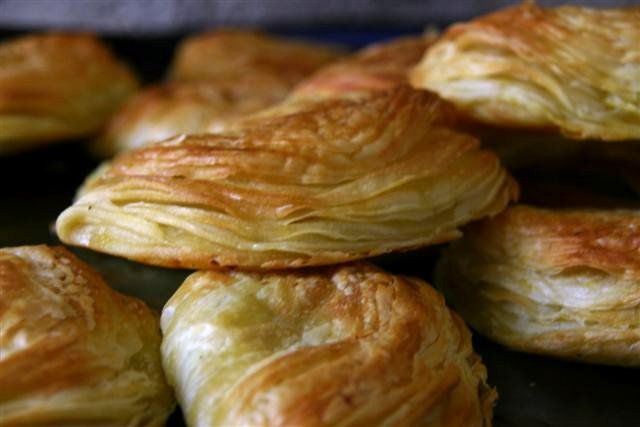
パステウ・デ・シャヴェス

## チリのパステル
チリにはパステル・デ・チョクロ（スペイン語：pastel de choclo）と呼ばれる伝統料理がある。